# ستيشن واغن

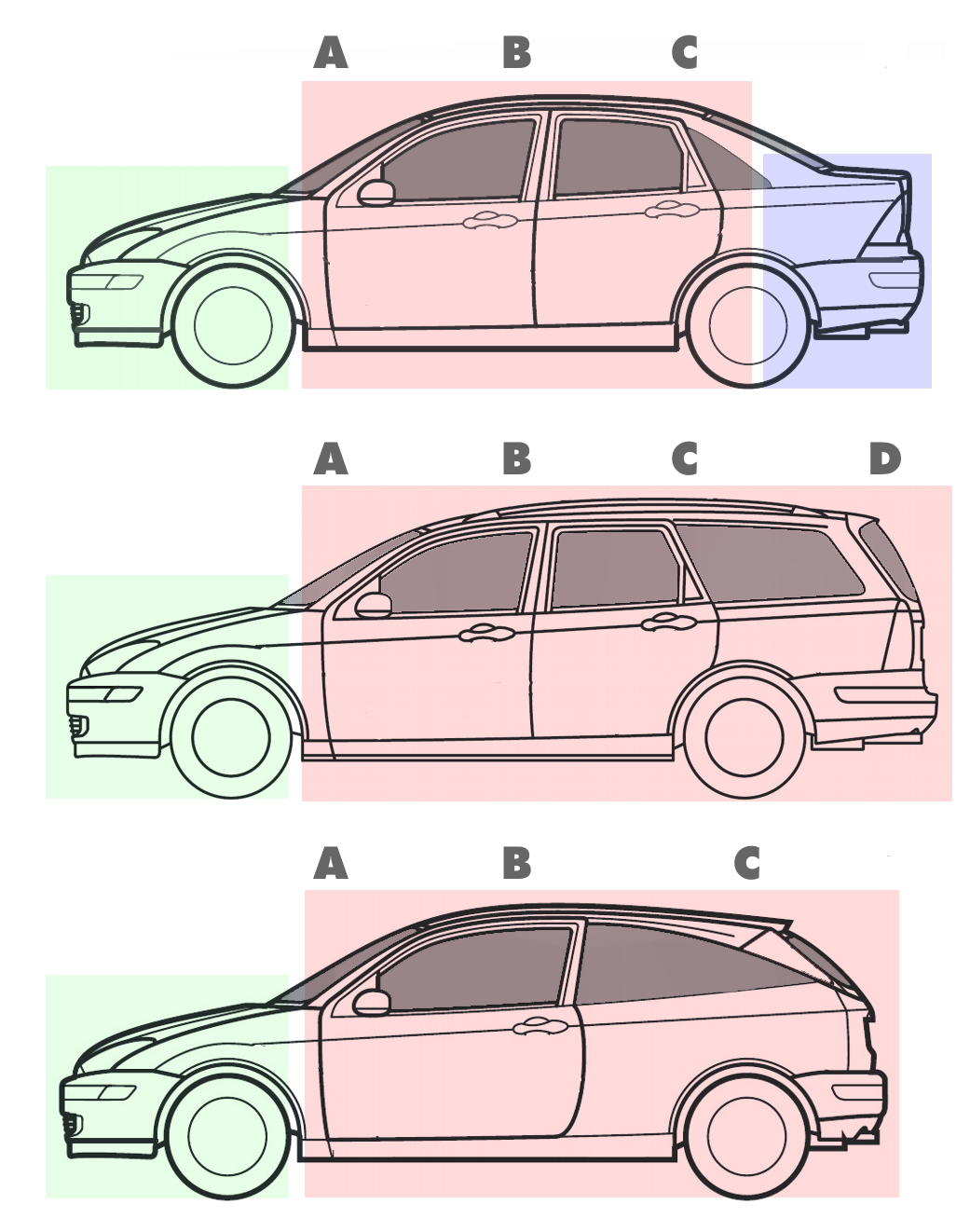
تكوينات العمود النموذجية لطراز سيارة سيدان (ثلاثية الصناديق)، وطراز سيارة ستيشن واغن (ثنائية الصناديق) وطراز سيارة هاتشباك (ثنائية الصناديق) من نفس مجموعة الطراز.

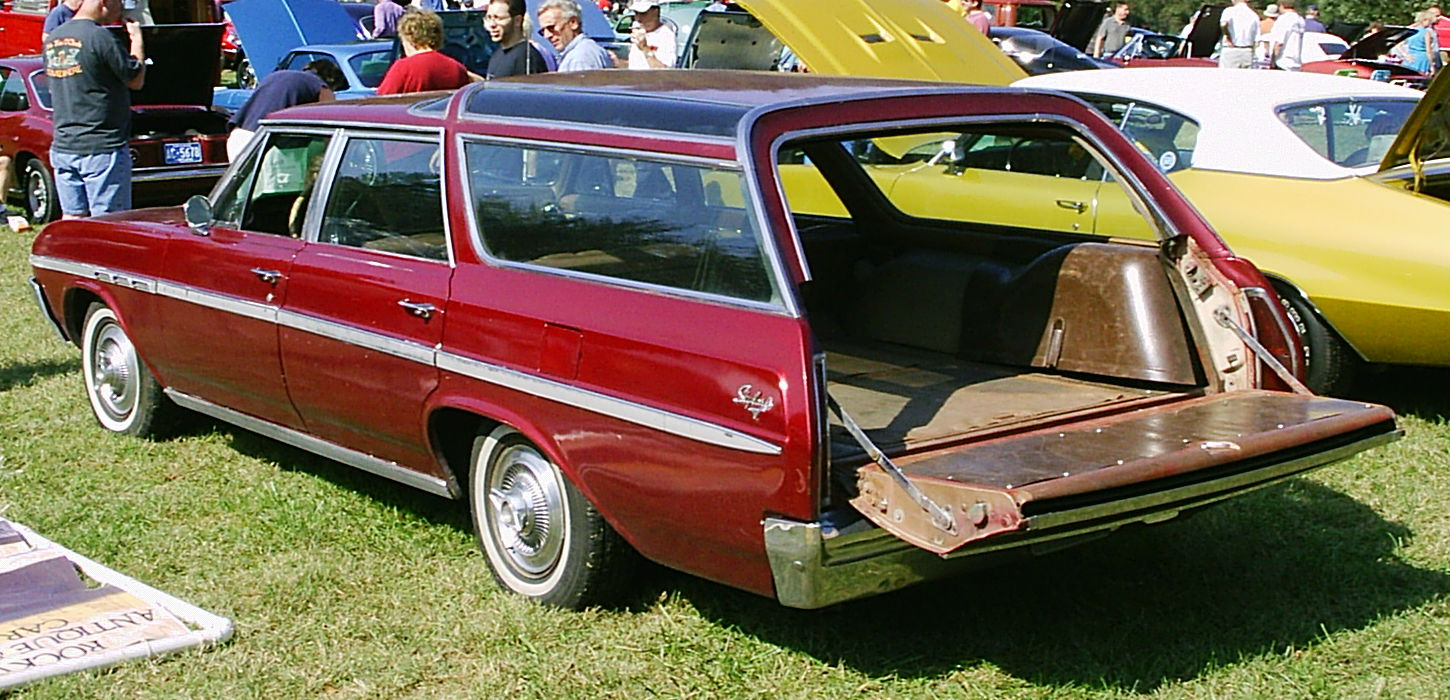
سيارة بويك سبورت واغن بباب خلفي مفتوح في الفترة بين عامي 1964 و1967

تُعد سيارة ستيشن واغن (سيارة صالون عائلية) (معروفة أيضًا باسم استيت أو سيارة استيت) سيارة ذات تصميم هيكلي من نوع سيدان/صالون بسطح متمدد إلى الخلف فوق حيز مشترك مخصص للركاب/الحمولة مع إمكانية الوصول إلى الخلف عبر باب ثالث أو خامس (باب المؤخرة أو الباب الخلفي)، بدلاً من وجود غطاء حقيبة. ويتيح تصميم الهيكل تحويل التصميم ثلاثي الصناديق القياسي إلى تصميم ثنائي الصناديق ليشمل الدعامة A وB وC بالإضافة إلى الدعامة D. ويمكن إعادة تكوين السعة الداخلية لسيارات ستيشن واغن بمرونة عبر المقاعد الخلفية القابلة للطي لإعطاء الأولوية للسعة الخاصة بالركاب أو الحمولة.
يعرف قاموس أميريكان هيريتيدج (American Heritage Dictionary) السيارة ستيشن واغن بأنها «سيارة بصف واحد أو أكثر من المقاعد القابلة للطي أو الإزالة خلف السائق وليس بها حقيبة أمتعة ولكن منطقة خلف المقاعد يمكن تحميل الحقائب والطرود وما إلى ذلك بها عبر باب خلفي.»
عندما تشمل مجموعة الطراز تصميمات هيكلية متعددة، مثل السيدان والهاتشباك وستيشن واغن، فإن الطرز تشترك في منصتها ونظام الدفع، وأعمال الهيكل باتجاه الدعامة A. في عام 1969، صرحت شركة بوبيلار ميكانكس بأن «طراز ستيشن واغن ظهر بعد إنتاج طراز سيدان الذي يعد نظيرًا له. فمعظم هذه الطرز تمتلك قاعدة العجلات ذاتها وتوفر خيارات النقل والمحرك ذاتها، وتتمتع بخيارات الراحة والملاءمة ذاتها.»
تطورت سيارات ستيشن واغن من الاستخدام المبكر لها كسيارات مخصصة لنقل الأشخاص والأمتعة إلى محطة القطار ومنها، وتم تسويقها في جميع أنحاء العالم.

## التسمية
«ستيشن واغن» أو «واغن» تسميات معروفة في اللغة الإنجليزية الأمريكية والأسترالية والكندية والنيوزيلندية، بينما تنتشر التسمية سيارة ستات - أو ستات ببساطة - في الإنجليزية البريطانية. المصطلح القديم لسيارات ستشن واغن هو المصطلح الأسترالي ستيشن سيدان.
بما أن لها جذورًا مع السيارة البريطانية شوتنغ بريك (shooting-brake) (في الأساس كانت ذات هيكل خشبي استخدمت لحمل الأطراف المطلقة للنار بمعداتهم وألعابهم)، فتم تسويق سيارات ستيشن فاغن باسم بريكس (breaks)، باستخدام المصطلح الفرنسي (الذي يقال بشكل كامل أحيانًا break de chasse، ويعني حرفيًا «استراحة الصيد». الطرز القديمة غالبًا ما كان لها هياكل خشبية مكشوفة ولذلك تمت تسميتها وووديز (woodies)).
صمم المصنعون سيارات ستيشن واغن عبر العديد من خطوط الطرز بلوحة اسم ملكية. تشمل الأمثلة «ستات» (مرسيدس-بنز) و«أفانت» (أودي) و«تورنغ» (بي إم دبليو) و«بريك» (سيتروين) وكومبي أو فاريانت (Volkswagen وSaab) و«سبورتس توري» (أوبل).

### الاختلاف عن سيارات هاتش باك

تم تركيب مخطط لسيارة هاتش باك ذات الأبواب الخمسة (صندوقان) فوق سيارة ستيشن واغن (صندوقان) من نفس نطاق الطراز - في هذه الحالة، السيارتان لهما دعامة D.

تتشارك كل من سيارة هاتش باك وستيشن واغن عادةً في تكوين تصميم الصندوقين، بسعة مشتركة ومرنة وأمامية للركاب والحمولة— وباب خلفي للوصول للحمولة. الاختلافات الأخرى متنوعة بشكل كبير.
الدعامات: يتميز التكوينان بوجود الدعامات A وB وC، ولكن تتميز سيارة ستيشن واغن بوجود الدعامة D وقد تتميز بها أيضًا سيارة هاتش باك.
سعة الحمولة: تعطي سيارات الستيشن واغن الأولوية للركاب وحجم الحمولة — مع وجود نوافذ على جانبي منطقة سعة الحمولة. ولنموذجي الهيكل، يتمدد سطح سيارة ستيشن واغن (المعروض في الصورة) تقريبًا إلى نهاية السيارة، وسعة الحمولة المغطاة ذات الارتفاع الكامل —سطح الهاتش باك (خاصة السطح المرفوع للخلف) قد يرجع للخلف بحدة أكثر خلف الدعامة C، مما يعطي الأولوية للنموذج  عبر السعة الأمامية، مع نوافذ خلفية متدلية أقصر (أو بدون نوافذ) على جانبي سعة الحمولة.
محيط أرضية الحمولة: مع إعطاء الأفضلية لسعة الحمولة، قد تعطي سيارات الستيشن واغن الأولوية للأرضية المسطحة المطوية، بينما تتيح سيارة الهاتش باك على الأرجح استخدام أرضية حمولة ذات محيط مستوٍ (مثل الطراز Mini الجديد أو الجيل السادس للطراز فور فييستا (Ford Fiesta)).
المقاعد: قد يكون لسيارات الستيشن واغن صفان أو ثلاثة من المقاعد (مثلاً، سيارات Ford Taurus (فورد تورس)) بينما قد يكون لدى سيارات الهاتش باك صف واحد فقط أو اثنان.
نظام التعليق الخلفي: قد تحتوي سيارة ستيشن واغن على نظام تعليق خلفي معاد تكوينه لقدرة التحميل الإضافية  ولتقليل التداخل في سعة الحمولة، (مثلاً الإصدارات العالمية من الجيل الأول من فورد فوكس).
الباب الخلفي: تتميز سيارات هاتش باك عادةً بباب مؤخرة ذي مفاصل علوية للوصول إلى الحمولة، مع وجود اختلافات تتنوع بين باب مؤخرة مكون من جزأين/أبواب خلفية (مثلاً، السيارة طراز A40 Countryman ‏ للعام 1958) إلى باب خلفي متطور يمكن أن يعمل كباب خلفي كامل أو غطاء للشاحنة (مثلاً، الباب المزدوج للسيارة طراز Škoda Superb). كما تتمتع سيارة ستيشن واغن بعدد من تكوينات الباب الخلفي. قد تسمى سيارات الهاتش باك «رافعات خلفية» حيث إن منطقة الفتح بها انحدار ويتم رفع الباب لأعلى لفتحه.
قام دان نيل (Dan Neil) صحفي سيارات في عام 2002 في صحيفة نيو يورك تايمز(New York Times) بعمل تقرير يصف الشكل الرأسي لباب الحمولة الخلفي كاختلاف أساسي بين الهاتش باك وستيشن واغن: كتب يقول «بينما تطلق خط السطح، بأي زاوية، عندها تحدد روح السيارة». «فلديك انطلاقة بمقدار 90 درجة في الخلف ولديك سيارة ستيشن واغن.»
قد يشمل نطاق الطراز تكوينات متعددة، كما هو الحال في 2005–2007 Ford Focus (فورد فوكس) التي قدمت طرز سيدان (ZX4) وواغن (ZXW) وثلاث سيارات هاتش باك (ZX3 وZX5).

## معلومات تاريخية

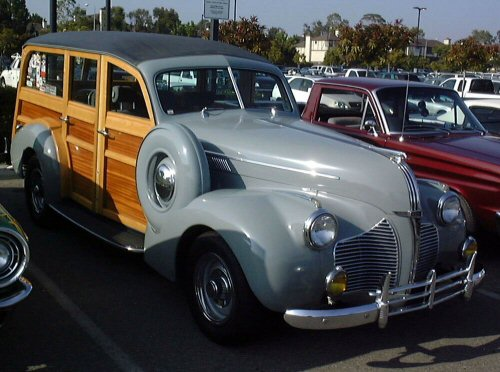
بونتياك ووودي (Pontiac woodie)

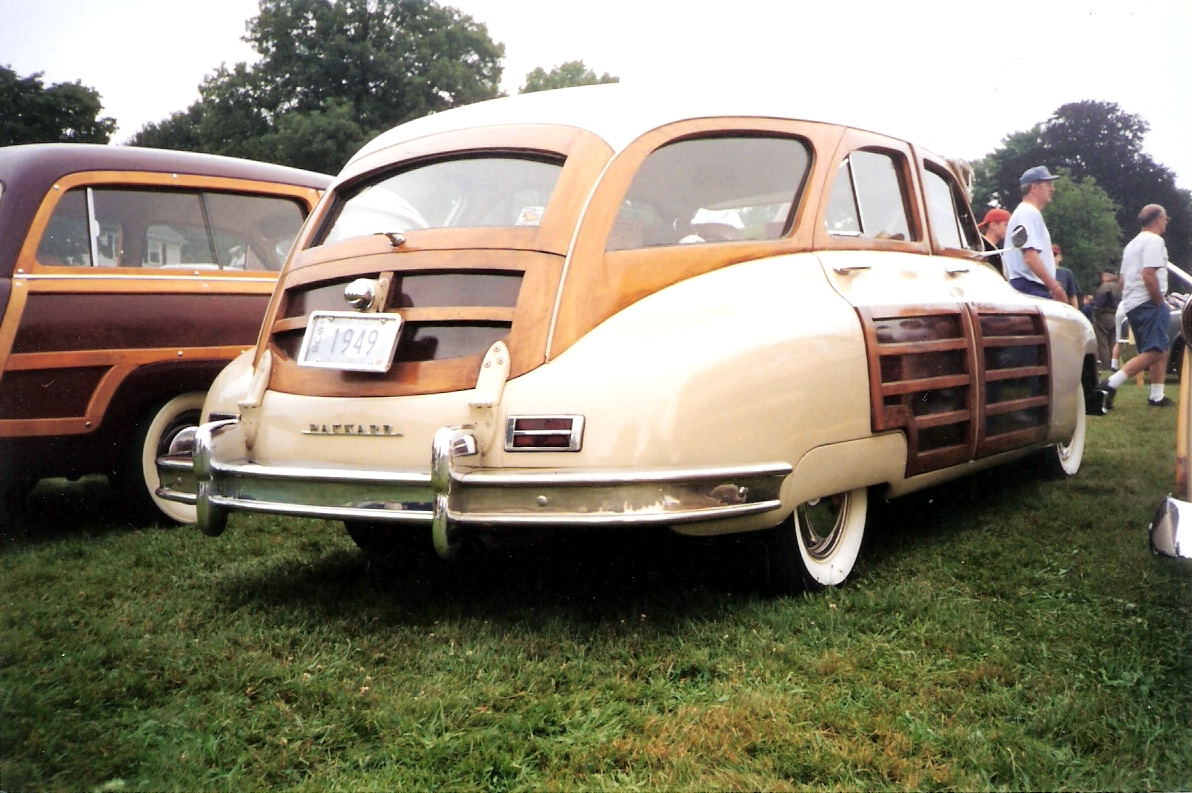
باكارد ستيشن سيدان (Packard Station Sedan) 1949

سيارات ستيشن واغن الأولى كانت من منتجات عصر أسفار القطار. كانت تُسمى أساسًا "depot hacks"؛ لأنها كانت تعمل حول محطات القطار كسيارات أجرة (باختصار سيارات الأجرة واسم قديم لسيارات الأجرة). كما أصبحت تُعرف باسم "carryalls" و"suburbans".
قبل منتصف الثلاثينات، قام المصنعون بتجميع أطر أجزاء منطقة الركاب لسيارات الركاب من الخشب الصلب في السيارات، تمت تغطية الإطار بالفولاذ وطلاؤه بورنيش ملون للحماية، وأخيرًا تم تبني الهياكل المصنوعة من الفولاذ بسبب قوتها وتكلفتها وصمودها.
تطورت سيارات ستيشن واغن القديمة من الشاحنات وكانت بمثابة سيارات تجارية (بالإضافة إلى الشاحنات الصغيرة والشاحنات المفتوحة من الخلف) وليست سيارات للعملاء؛ حيث إن الأطر الخاصة بسيارات ستيشن واغن القديمة لم تكن مغطاة بسبب الطبيعة التجارية للسيارات. وكانت سيارات ستيشن واغن القديمة بسقف ثابت، وكان ينقصها الزجاج الذي قد يغلق جزء الركاب بشكل طبيعي، كما كان لها مقاعد فقط. بدلاً من الزجاج، كانت هناك ستائر من القماش يمكن طيها، وكان من الممكن وضع ستائر أكثر متانةً في المكان لحماية الركاب من العناصر بالخارج.
في عام 1922 Essex قدمت أول سيارة أو سيارة مغلقة بسعر معقول (سيدان)، التي حولت مجرى صناعة السيارات بعيدًا عن السيارات المفتوحة لتفي بمطالبات العملاء بسيارات مغلقة.
بدايةً، تعاقد صناع مقصورات الركاب في سيارات واغن بتوصية مع صناع الهياكل المحليين لأن إنتاج الهياكل الخشبية كان يستهلك وقتًا كبيرًا. وكان مصنعو الهياكل الخشبية لسيارات ستيشن واغن الأساسيون هم Mitchell Bentley (ميشيل بينتلي) وHercules (هركليز) وUSB&F وCantrell وغيرها من شركات تصنيع الهياكل الأخرى. عادةً ما كانت تُصنع أسقف "woodie" واغن من الأقمشة الممدودة التي تمت معالجتها بطبقة واقية ضد الماء.
أخيرًا، أصبحت شركات السيارات تنتج سيارات ستيشن فاغن الخاصة بها. تم تسجيل Star (قسم من Durant Motors) كأول شركة تعرض سيارات ستيشن واغن مصنوعة في المصنع بدايةً من العام 1923. في عام 1919، بدأت شركة سيارات واغن في Stoughton وWisconsin في وضع هياكل واغن مصنوعة بشكل خاص على هيكل من الطراز الذي يأخذ شكل الحرف T. وبحلول عام 1929 كانت فورد كانت أكبر الشركات التي تبيع سيارات ستيشن واغن. ومنذ أن امتلكت شركة فورد غابة الخشب الفولاذ والطواحين الخاصة بها، بدأت في توفير المكونات الخشبية للطراز A من سيارات واغن (على الرغم من أن بعض التجميعات كانت تحدث بعيدًا عن المصنع بواسطة شركة Briggs (بريجز) في ديتوريت، باستخدام الخشب من شركة Mengel في لويفيل، كنتاكي). وفي نفس العام، قام J. T. Cantrell بتقديم هياكل woodie لمركبات كرايسلر حتى 1931.
وعلى الرغم من أنها تجارية في الأصل، فإنه بحلول منتصف الثلاثينيات من القرن الماضي حققت سيارات ستيشن واغن خشبية الهيكل مستوى من الرقي، وأصبحت أسعار المركبات أعلى من السيارات العادية، وأصبحت مشهورة في المجتمعات الثرية. وبحلول عام 1941، كانت كرايسلر تاون آند كانتري أغلى سيارة في قائمة الشركة.
تتطلب سيارات واغن الخشبية صيانة ثابتة وأجسامًا تم طلاؤها بالورنيش الذي يتطلب إعادة طلاء، مسامير، وبراغي تتطلب الإحكام الدوري لأن الخشب يتمدد وينكمش عبر فصول السنة. في عام 1935 قدمت جنرال موتورز سيارة واغن سبربان بأجسام معدنية وثمانية مقاعد، على أساس شاحنة شيفروليه.
تتميز سيارات وودي بشعبية متجددة بين الأشخاص وثقافة ركوب الأمواج في الخمسينيات والستينيات.

### سيارات الواغن كاملة الفولاذ

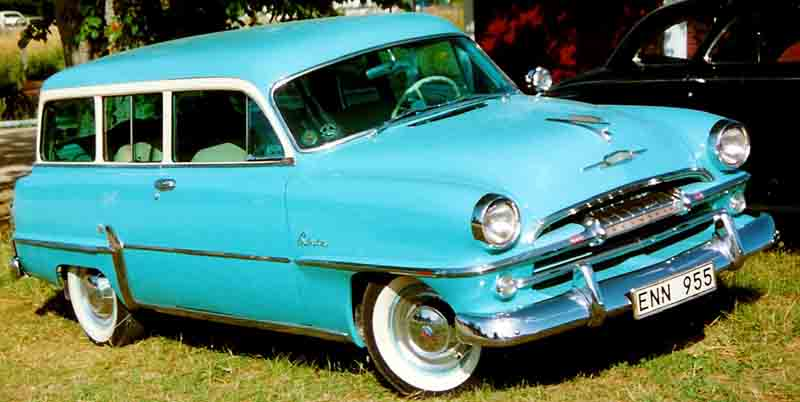
سيارة ستايشن فاغن سافوري بليموث عام 1954

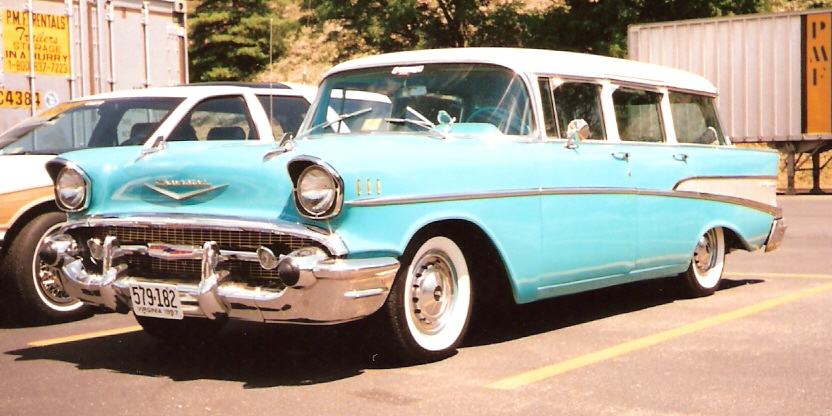
سيارة تاونز مان بيل إير شيفروليه 1957

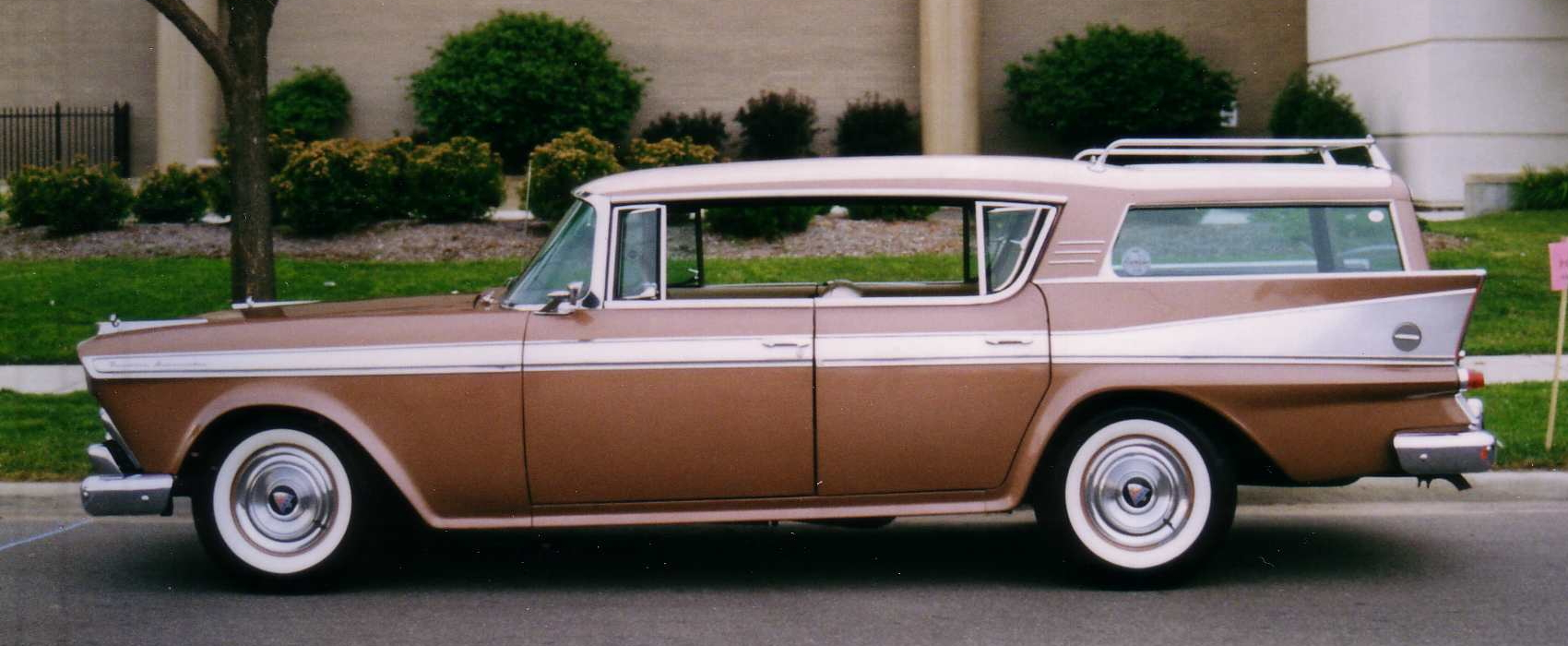
سيارة ستايشن واغن هارد توب بدون دعامات رباعية الأبواب AMC Ambassador 1958

بعد الحرب العالمية الثانية، تم استئناف إنتاج السيارات بالرغم من استخدام أداوت ما قبل الحرب جعلت التقدمات الجديدة في إنتاج التقنيات كل أجسام الستايشن واغن المصنوعة من الفولاذ أكثر عملية مع تقليل التكلفة والضوضاء ومشاكل الصيانة المقترنة بالأجسام الخشبية.
أول مصنع قام ببناء هياكل الستايشن واغن الفولاذية في أمريكا الشمالية في عام 1964 هو مصنع ستايشن واغن جيب، الذي تم إنشاؤه اعتمادًا على سيارة جيب التي تم إنتاجها بواسطة ويليس أوفرلاند أثناء الحرب العالمية الثانية تقدم ويليس مستوى زخرفة يظهر أعمال الخشب القديمة، يمثل بديلاً للدهان وأعمال الزخرفة. وكما تم ذكره أعلاه، في عام 1935، قدمت شيفروليه سيارة شيفي سبربان، مع ستايشن واغن ذات هيكل فولاذي كامل على هيكل الشاحنة التجارية. في عام 1947، قدمت شركة كروسلي(Crosley) سيارة واغن على أساس سيارة مصنوعة بشكل كامل من الفولاذ في أوروبا.
في عام 1949 قدمت بليموث سيارة ستيشن واغن الفولاذية بالكامل الأولى في الولايات المتحدة، سبربان ذات بابين بناء على منصة السيارة. في عام 1950، أوقفت بليموث إنتاج شتايشن واغن وودي، محولةً كل السيارات إلى الهياكل الفولاذية. كما أوقفت بويك إنتاج الهياكل الخشبية في أمريكا الشمالية بعد 1953. استمرت شركة موريس في إنجلترا في تسويق سيارة موريس مينور ترافيلر حتى أواخر الستينات.
وبحلول أواخر الخمسينات، تم استبدال الهيكل الخشبي بزخارف خشبية على كل الهياكل الفولاذية. قدمت فورد كنتري سكوير مع كسوة جدارية خشبية مموجة مصنعة. بحلول عام 1955، قدمت فورد وميركوري طراز وودي،  تجمع بين صناعة الخشب والمواد الأخرى، مثلاً، الفولاذ والبلاستيك وDiNoc (منتج فينيل).
كانت فورد بلا شك الأكثر شهرة في استخدام زخارف خشبية مموجة في سياراتها. بالإضافة إلى كنتري سكوير المشهورة، فإن مستوى زخارف «سكوير» كان خيارًا متاحًا باختلاف طفيف في نطاقات الطرز. وهذا يشمل فاكون سكوير وفيرلانس سكوير، وفي السبعينييات من القرن الماضي، كانت سيارة بينتو سكوير مثالاً باقيًا لسيارات الستيشن واغن الأصغر الأكثر ندرة من سكوير كنتري ذات الحجم الكبير الأكثر شهرة، التي تم طلبها وإنتاجها بكميات أكبر. كانت سيارة سكوير دائمًا الأعلى من حيث مستوى الزخارف من أي سيارة فورد واغن أخرى وتتضمن إمضاء من قماش الزخارف الخشبية وعادة ما تحتوي أيضًا على كروم خارجي إضافي وزخارف داخلية لطيفة وشعارات خاصة وما إلى ذلك، قام مصنعون آخرون بتسويق سيارات الواغن والشاحنات الصغيرة بأخشاب مصنعة من منتصف الخمسينات وحتى بداية التسعينات. والأكثر شهرة من بينها كرايسلر تاون آند كنتري وبويك ستايشن واغن وأولدزموبيل موستوم كروزر وشيفرولية كنجس وود ستات وميركوري كولوني بارك. أصبحت الزخارف الخشبية المصنعة أقل شهرة في الثمانينات. مع طرح الطراز كرايسلر PT كروزر الارتجاعي المشابه للسيارة واغن، بدأت شركات التسويق الثانوية بيع مجموعات خشبية محاكية.
مرت سيارات ستايشن واغن بأعلى مستوى من الإنتاج في الولايات المتحدة في الخمسينات وحتى السبعينات. كما كانت الخمسينات وحتى منتصف الستينات الفترة الأكثر تنوعًا في طرز الهيكل، مع تسويق الطرز رباعية وثنائية الأبواب إلى جانب الطرز رباعية الأبواب من هارد توب (بدون الدعامة B) (مثل أمريكان موتورز' سيارات واغن رامبلر كروس كنتري). قدمت رامبلر أربعة أبواب من نموذج الجسم هذا في 1956، ثم ميركوري وأولدزموبيل وبويك في عام 1957؛ ودخلت كرايسلر السوق في عام 1960. كانت النماذج عديمة الدعامات مكلفة ليتم إنتاجها بالإضافة إلى ضوضاء الهواء ومشكلات الهيكل الجديدة مع دوران الجسم. أنهت GM سيارة هارد توب واغن من قائمتها في عام 1959، ودخلت AMC وفورد المجال بدايةً بسياراتهما للعامين 1960 و1961، وتركت كرايسلر ودودج بطراز الجسم الخاص بهما منذ طراز عام 1964.

### سيارات واغن كبيرة الحجم

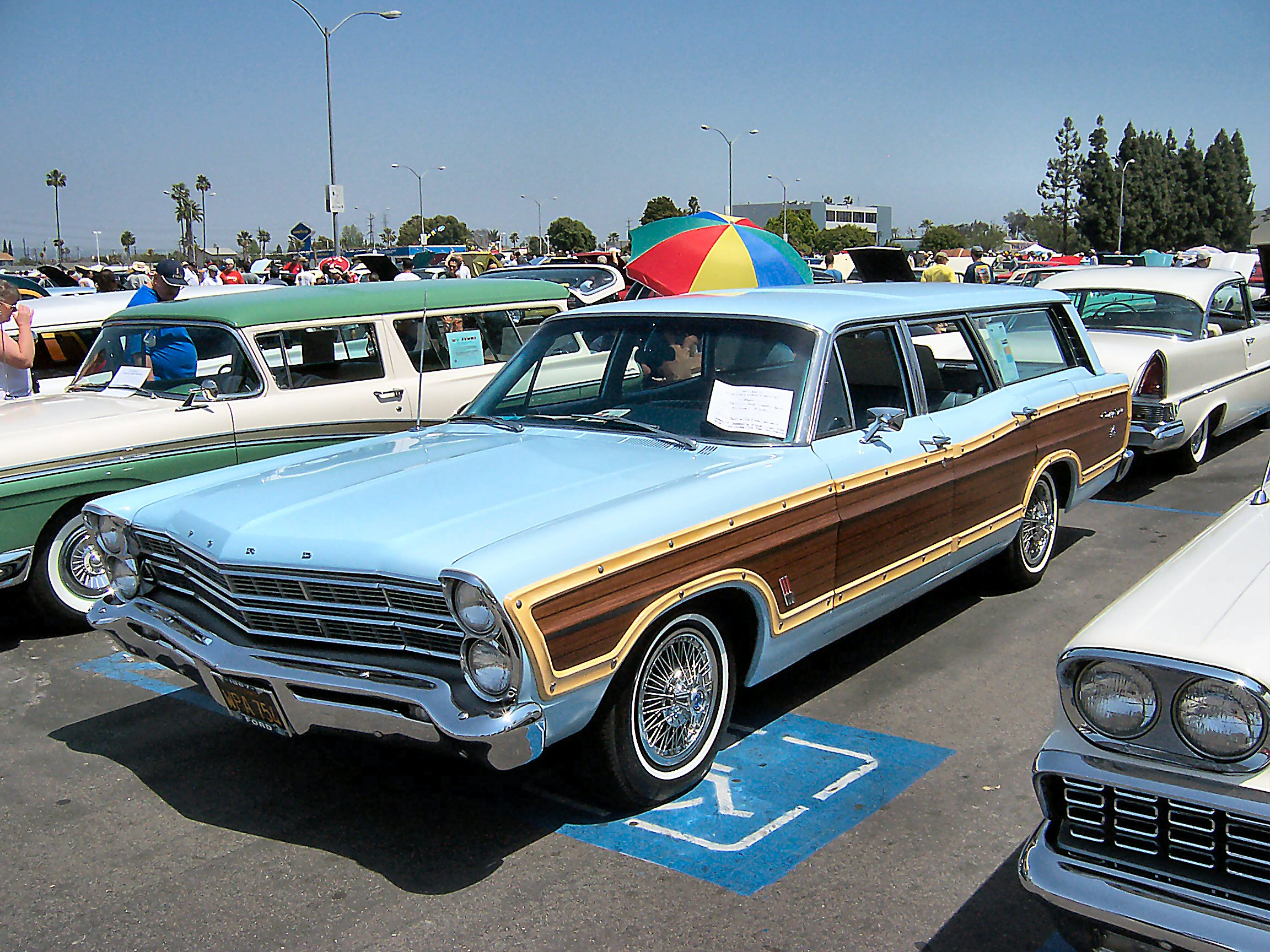
1967 فورد كنتري سكوير

بشكل تقليدي، تم تكوين سيارات ستايشن واغن الأمريكية كبيرة الحجم لستة أو تسعة أشخاص. الترتيب الأساسي للمقاعد الستة كان ثلاثة ركاب في الأمام وثلاثة في الخلف، على مقاعد من نوع الأريكة، وحتى يسع تسعة ركاب، يتم تركيب مقعد ثلاثي في الخلف في منطقة الحمولة على المحور الخلفي. وعلى مدار عام 1956، كان الصف الثالث من كل سيارات الواغن مواجهًا للأمام، ولكن طرز كرايسلر 1957 كان بها سقف منخفض للغاية للسماح بتركيب مقاعد مواجهة للأمام على المحور، ولذلك تمت إدارتها ووضعها خلف المحور. قد تتكيف سيارات GM واغن الصف الثالث المواجه للخلف في طرز عام 1959 حتى 1971 ومرة أخرى في عام 1977.
في سيارات واغن فورد وميركوري التي تم تصميمها بعد 1964، كان التكوين يتألف من مقعدين يواجه كل منهما الآخر، وموجودين خلف المحور الخلفي. وطبقًا لفورد، كل مقعد يسع شخصين، مما يرفع سعة المقاعد الإجمالية إلى عشرة ركاب؛ ومع ذلك، كانت هذه المقاعد ضيقة نوعًا ما في الطرز القديمة وكان يمكن أن تسع راكبًا واحدًا فقط، مما يحدد السعة الكلية لتبلغ ثمانية ركاب.
كانت تتميز سيارة أولدزموبيل فيستا كروزر 1964–72 وسيارة بويك سبورت واغن 1964–1969 بخطوط سطحية مرتفعة تبدأ من مقعد الصف الثاني وتمتد إلى الباب الخلفي. فوق المقعد الثاني توجد فتحة الزجاج الأكريلي التي يمكن للركاب رؤية الخارج من فوقهم من خلالها. في طرز سيارات الواغن ذات المقاعد الثلاثة، كان المقعد الثالث متجهًا نحو الأمام كما هو الحال مع المقعدين الأول والثاني. فيما بعد، استخدمت سيارة الواغن "clamshell" كبيرة الحجم 1971-1976 سقفًا مرفوعًا ليوفر فسحة كافية فوق الرأس للصف الثالث المواجه للأمام، ولكن بدون الفتحة العليا.
تم بناء الطرز الأحدث على منصات أصغر وتسع خمسة أو ستة ركاب (بناءً على ما إذا كانت مقاعد دائرية أو أريكة مناسبة في الأمام). سيارات SUV كبيرة الحجم مثل شيفروليه سبربان وفورد اكسبديشن لها نفس الميزات لسيارات ستايشن واغن المذكورة سلفًا مثل مقاعد تسعة ركاب مع مقعد أريكة في المقدمة.

### سيارات واغن ذات البابين

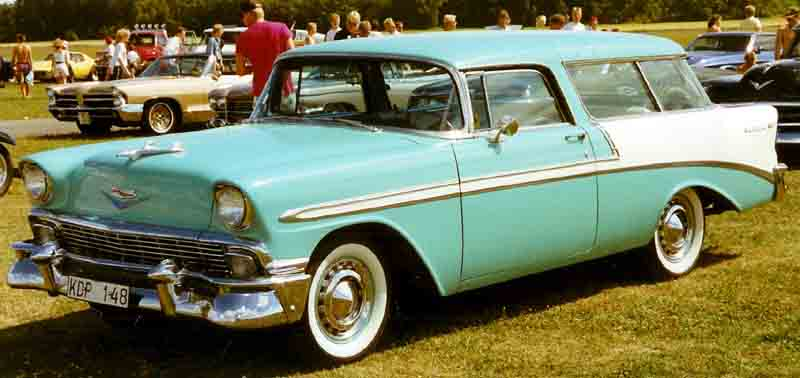
نوماد بيل اير شيفرولية 1956

هارد توب كومودور ميركوري 1959

في عام 1951، كان خط كومباكت قاعدة الدواليب 100-بوصة (2,540 مـم) ناش رامبلر يشمل تصميم ستايشن واغن ثنائي الباب الذي استمر إنتاجه خلال عام 1955.بعد دمج ناش وهدسون، الشركة الجديدة، أمريكان موتورز (AMC) أعادت إنتاج سيارة واغن ثنائية الباب في خط رامبلر أمريكان الجديد عام 1959 مع تعديلات بسيطة فقط على الإصدار الأصلي. كانت هذه سيارة تستهدف المشترين الذين يبحثون عن الاقتصادية ومساحة التحميل بالإضافة إلى إستراتيجية إعادة تقديم تصميم قديم. وكان تشغيل هذين الطرازين المميزين قرار عمل ناجحًا غالبًا لم يُسمع عنه في تاريخ السيارات.
كانت سيارتا شيفروليه نوماد وبونتياك سفاري القريبة منها في الفترة من 1955 إلى 1957 سيارتي ستايشن واغن ذات بابين. قدمت ميركوري سيارة ستايشن فاغن هارد توب ببابين (بدون الدعامة B) من 1957 إلى 1960، باسم كومودور. أنتجت شيفروليه سلسلة سيارات ستايشن واغن ذات شيفيل 300 ذات بابين من العام 1964 وحتى 1965.
في عام 1961، قدمت فولكس فاغن سيارة النوع 3 (المعروفة أيضًا في الأسواق المختلفة باسم «فارينت» و«فولكس فاغن 1500» (فيما بعد فولكس فاغن 1600))، والتي كانت متوفرة كسيارة سيدان ببابين وكسيارة ستايشن واغن ببابين والتي كانت تُعرف باسم «سكويرباك». ثم تم استرجاع تخطيط المحرك الخلفي القياسي الخاص بـ VW للنوع 3، مع تسوية غطاء المحرك مما أنتج سيارة أصغر توفر مساحة داخلية بالإضافة إلى مساحة الشاحنة في الأمام. تم عرض هذا الطراز خلال طراز العام 1973.
كانت السبعينات نقطة مرتفعة لسيارات الواغن ثنائية الباب في الولايات المتحدة، حيث أدخلت GM وفورد وAMC أمثلة في خطوط سيارة ساب كومباكت
تم تقديم سيارة شيفرولية فيجا كامباك، في سبتمبر 1970، وكانت أول سيارة واغن رباعية الركاب مصنعة في الولايات المتحدة وأول سيارة واغن ثنائية الباب من GM في ستة أعوام. فهي تتشارك في قاعدة دواليبها وطولها مع إصدارات فيجا كوب وتم إنتاجها في سنوات الطراز الذي تم إنتاجه في الفترة من 1971 إلى 1977. سيارة سفاري واغن بوانتك أستر هي سيارة بونتياك فيجا التي تم وضع علامة مميزة لها وتقديمها في الولايات المتحدة لعام الطراز 1975. استبدلت سيارات سفاري واغن شيفروليه مونزا وبوناتيك صن بيرد سيارات الفيجا والآستر على التوالي. مع الاحتفاظ بجسم سيارة فيجا، تم إنتاجها لأعوام الطراز 1978 و1979 بمحركات بوناتيك وبويك.
تم إنتاج سيارات واغن فورد بينتو وميركوري بوبكات ثنائية الباب بين 1972 و1980. كما دخلت أمريكان موتورز السوق بنسخة واغن من AMC باسر التي تم إنتاجها بين 1977 و1980. آخر سيارة واغن ثنائية الباب متوفرة في أمريكا فولكس فاغن فوكس، والتي تم التوقف عن إنتاجها عام 1990.
في المملكة المتحدة، تُعد إصدارات السيارة ستات صغيرة ومتوسطة الحجم أكثر شهرة. إصدارات ستات («ترافلر») من موريس 1000 («مينور») وميني، مع إطارات من رماد الخشب (هيكلية في 1000)؛ لها أبواب خلفية مقسومة من نوع الشاحنة بتصميم شوتنج براكس القديمة (راجع «ستاشين واغن حول العالم» أدناه). نسخة ستات هيلمان هاسكي لسيارة هيلمان لمب كانت غير اعتيادية في كونها ستات بمحرك خلفي. شملت سيارات ستايشن واغن ثنائية الباب في أوروبا، فورد اسكورت وموريس 1100 وفاكس هال فيفا وفاكس هال شيفيت وفيات 127 وساب 95.

## فقدان الشهرة في أمريكا الشمالية

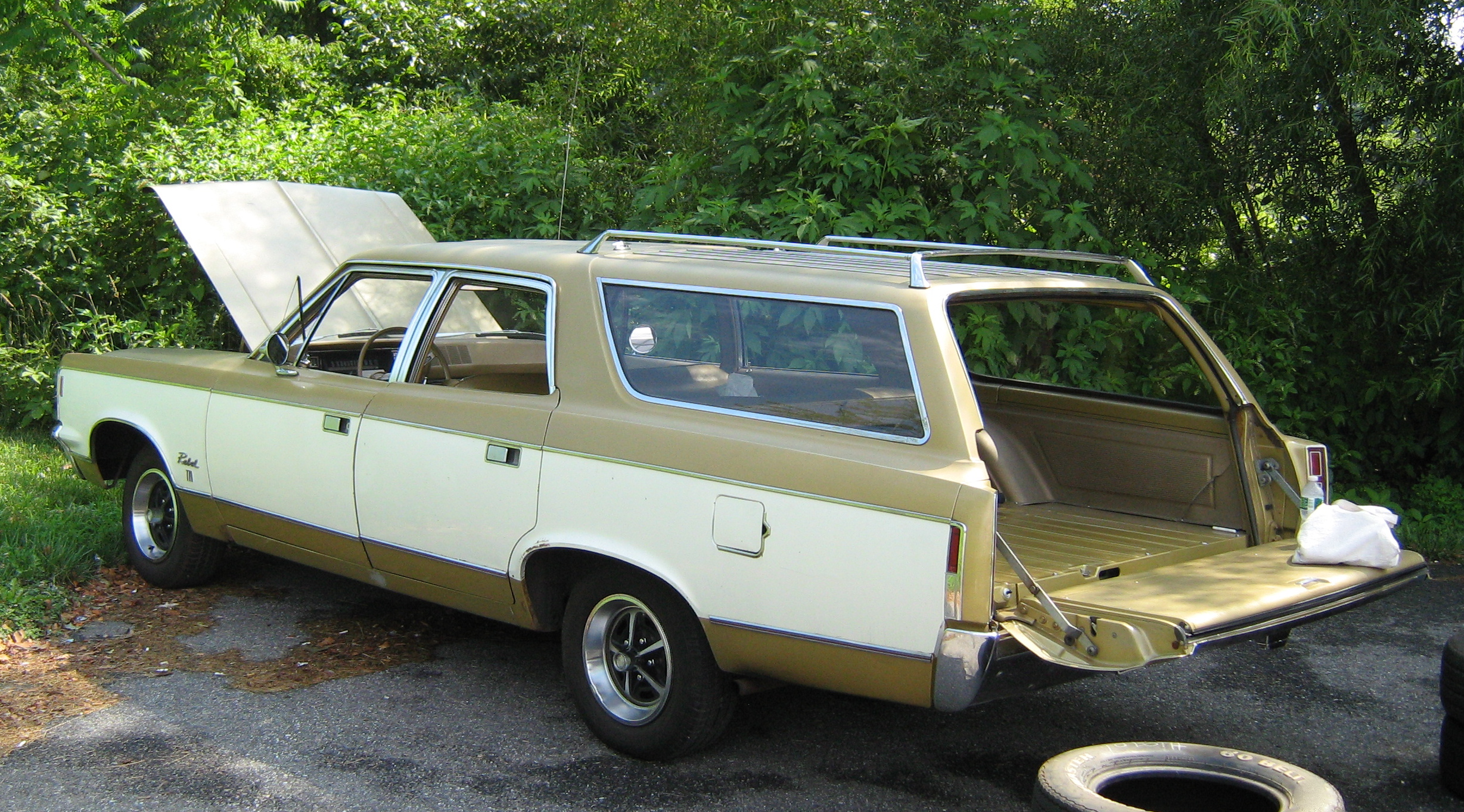
AMC ريبل كروس كنتري واغن

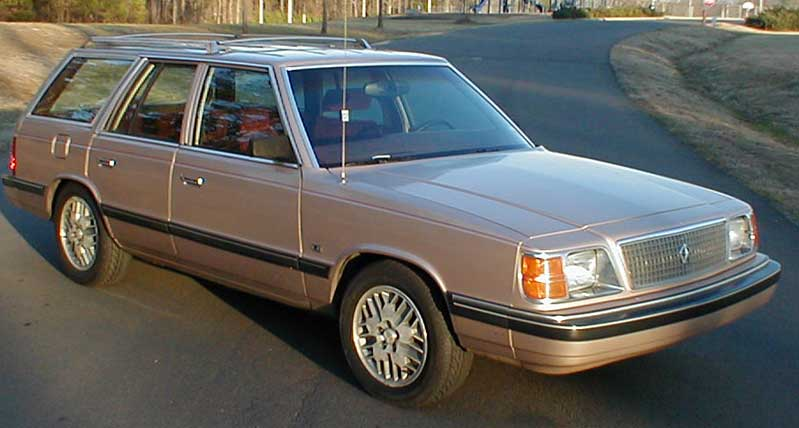
بليموث ريلايانت ستايشن واغن

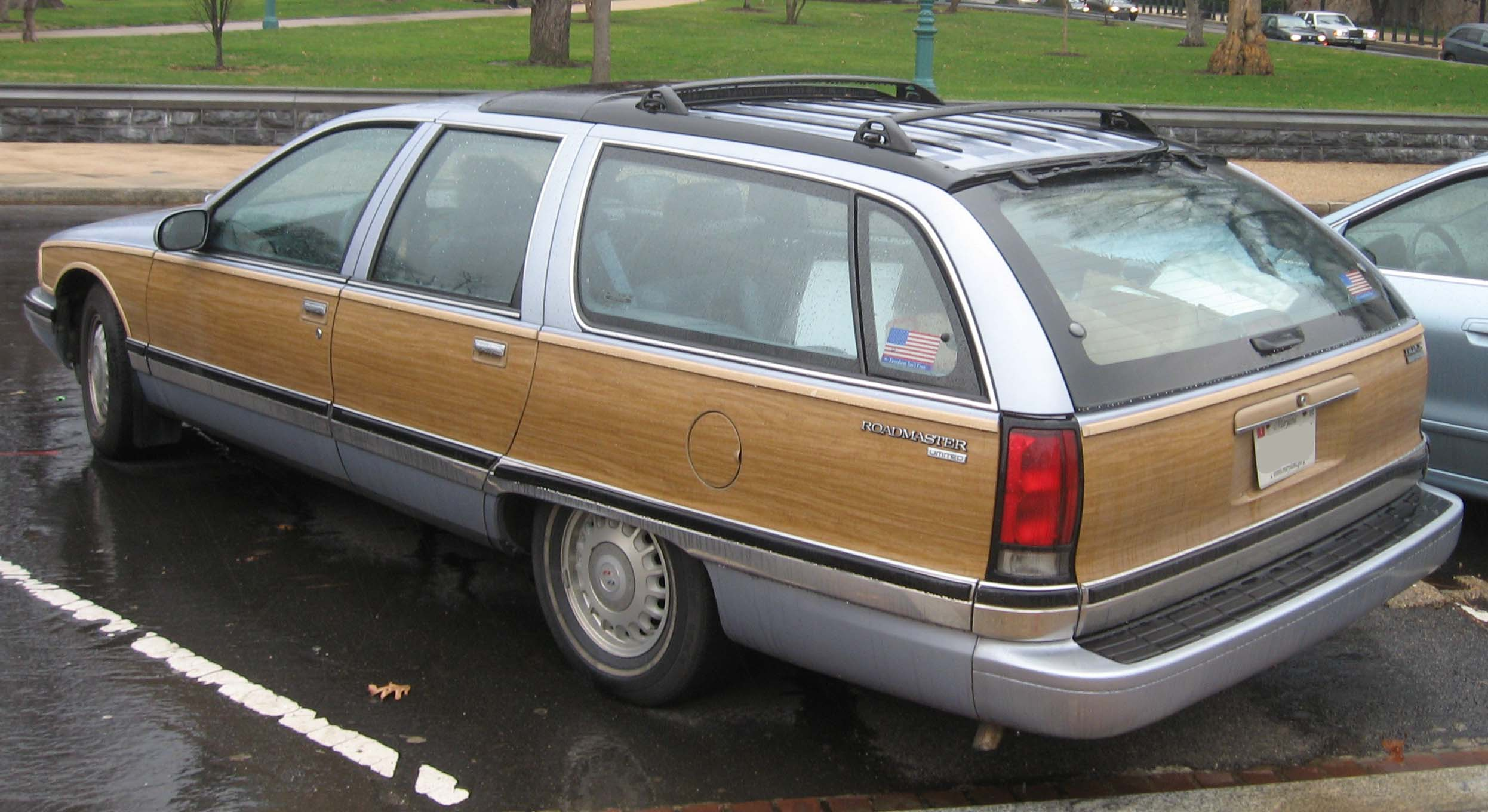
بويك رودمات استر ستات واغن

منذ السبعينيات، انخفضت مبيعات سيارات ستايشن واغن في الولايات المتحدة وكندا لأسباب متعددة. كانت أزمة الوقود عام 1973 نقطة تحول ضد سيارات «ستايشن واغن الكلاسيكية التقليدية مع المساحة الكبيرة من الجوانب الخشبية المموجة المزيفة ومقاعدها الأريكية المصنوعة من الفينيل اللاصق بالإضافة إلى محرك V-8 البطيء»، والتي تم وصفها «بالسفينة الأرضية المترنحة».
في عام 1984 قدمت شركة كريسلر أول شاحنات صغيرةمن منصة منصة K. بينما كانت تُستخدم المنصة K لطرز سيارات بليموث ريلايانت ودودج أريس ستايشن واغن بينما يتم تصنيف الشاحنات الصغيرة وSUVs كشاحنات خفيفة ضمن معايير CAFE في الولايات المتحدة، ولكن يصمم المصنعون على تسويق هذه المركبات على أنها سيارات ستايشن واغن، المصنفة على أنها سيارات. ظلت سيارات الستايشن واغن مشهورة في أوروبا  ومواقع أخرى حيث لا تفرق قوانين الإصدار والفعالية فيها بين السيارت والشاحنات الخفيفة.
وكان اندماج وشهرة سيارات الاستخدام الرياضية التي كانت قريبة من طراز هيكل سيارات الواغن التقليدية تقريبًا أقل بكثير. وبعد مكافحة في المبيعات، تم إيقاف إنتاج شيفروليه كابرايس وبويك رودماستر، آخر سيارات الواغن الأمريكية عام 1966. وتم إيقاف إنتاج فورد توروس بعد طراز عام 2005. كما تم تسويق دودج ماجنم أثناء أعوام الطراز الذي تم إنتاجه في الفترة بين عامي 2005 إلى 2008.
ومنذ ذلك الحين، تم بيع سيارات واغن أصغر حجمًا في الولايات المتحدة كبدائل أقل سعرًا لسيارات SUV والشاحنات الصغيرة. كما ظلت سيارات الواغن المحلية في خطوط فورد وميروكوري وساترن حتى 2004 عندما بدأ سحب الأجسام تدريجيًا، واستبدالها بسيارات SUV كروس أوفر المستندة إلى السيارة والشاحنات الصغيرة المصممة لتشبه سيارات الستايشن واغن.
آخر سيارة ساب كومباك من ستايشن واغن تم إنتاجها في الولايات المتحدة وكندا عام 1992 تيوتا كرولا. وبدأت شهرة كومباكت منذ العقد الأول في بداية القرن الحادي العشرين (بعد عام 2000). تخلت فورد عن سيارة فورد فوكس واغن لعام 2008، واستبدلت سوبارو سيارة هاتش باك ذات خمسة أبواب طراز امبريزا واغن. كما أعلنت شركة فولفو أنهم سيقومون بسحب سيارة ستايشن واغن كومباك الخاصة بهم، V50 من سوق الولايات المتحدة بحلول عام 2012 نتيجة لمستويات المبيعات المتدنية. وظلت V50 مشهورةً في أوروبا 
ما زال مصنعو سيارات الرفاهية مثل Audi وبي إم دبليو ومرسيدس بينز يعرضون سيارات الواغن في تكتل شركاتهم بأمريكا الشمالية، باستخدام علامات تجارية مثل «أفانت» و«تورينج» و«ستات» بدلاً من واغن. ومع ذلك، فسيارات الواغن هذه بها مستويات زخارف أقل ونظام الدفع أكثر من نظرائها السيدان،  على سبيل المثال، طرز الواغن ذات الزخارف عالية المستوى مثل بي إم دبليو إم 5 وAudi RS6 ومرسيدس بينز E63 AMG لم يتم تصديرها أبدًا إلى أمريكا الشمالية. لم يتم عرض سيارات الواغن مرسيدس بينز W204 الفئة C في الولايات المتحدة وكندا على عكس الأجيال السابقة. من المتوقع إسقاط سيارة تورينج E61 سلسلة BMW 5 من قائمة BMW لأمريكا الشمالية نتيجة للمبيعات البطيئة في الولايات المتحدة حيث تم بيع 400 سيارة واغن فقط في 2009. ونتيجة لشهرة سيارات SUV في أمريكا الشمالية، يقوم المصنعون الأوروبيون باستبدال سيارات الواغن بسيارات كروس أوفر مثل سلسلة BMW Sports Activity وأودي كيو 5 ومرسيدس بينز الفئة M، حيث تقدم هذه السيارات نطاقًا أوسع من الخيارات والمحركات أكثر من سيارات الواغن
من ناحية أخرى، أعلت كاديلاك CTS من شأن نظيرتها الواغن، سبورت واغن 2010 CTS. وعلى العكس من سيارات الواغن الترفيهية الأوروبية التي يتم بيعها في أمريكا الشمالية، تتميز سيارة سبورت واغن CTS غالبًا بالعديد من مستويات الزخرفة مثل نظيرتها الواغن.
وعلى الرغم من قلة سيارات ستايش واغن في أمريكا الشمالية، ما زالت تعرض العديد من المزايا. تقدم سيارات الواغن مساحة للحمولة بدون المفاضلة بين ديناميكيات القيادة أو زيادة الوزن. أدى ارتفاع أسعار الوقود في أوروبا واليابان إلى إنتاج نصف الإنتاج الكلي للسيارات تقريبًا من طراز الواغن، ومن المتوقع حدوث نتيجة مشابهة في الولايات المتحدة. هذا الاتجاه تتم رؤيته بزيادة في سيارات الواغن التي تم بيعها في الولايات المتحدة. تُعد سيارات كاديلاك 2009 CTS سبورت واغن وAcura's 2011 TSX سبورت واغن وLexus’ CT200h هايبيرد واغن مثالاً لهذا الانتشار المتزايد.

## سيارات ستايشن واغن حول العالم

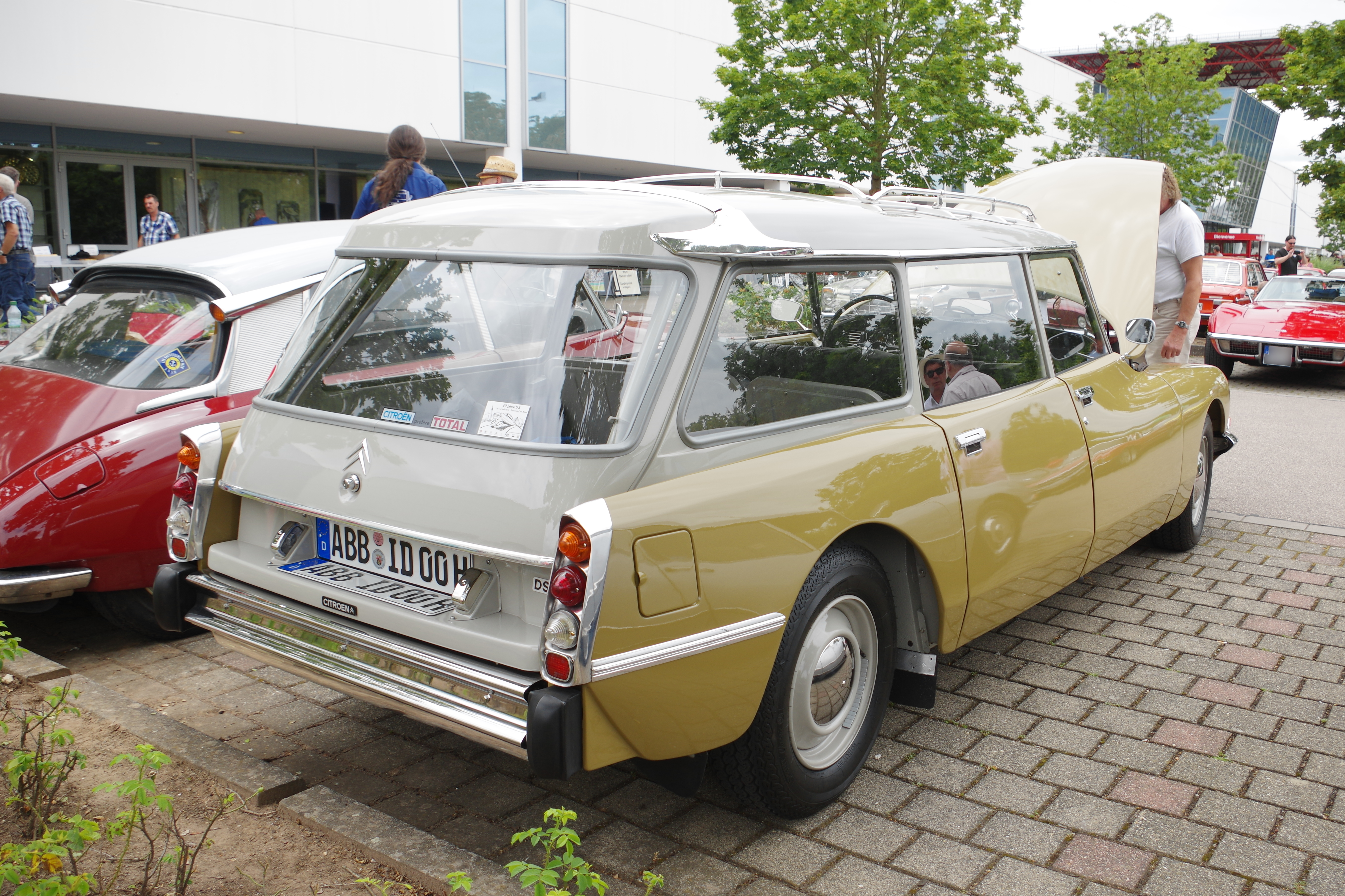
1972 سيتروين دي إس Break

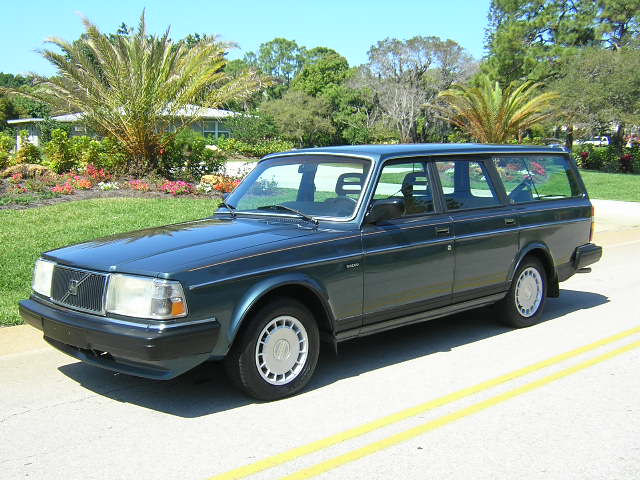
1990 فولفو 240 واغن

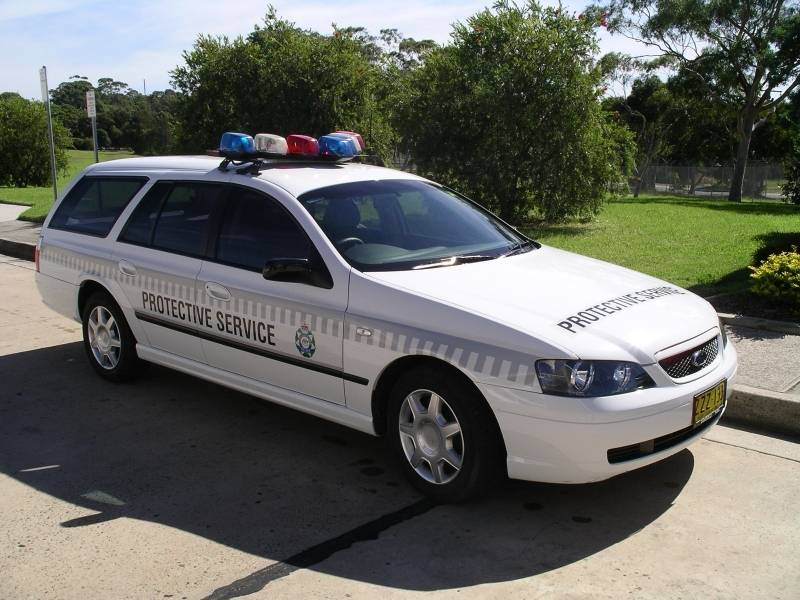
الأسترالية فورد BA فالكون ستايشن واغن

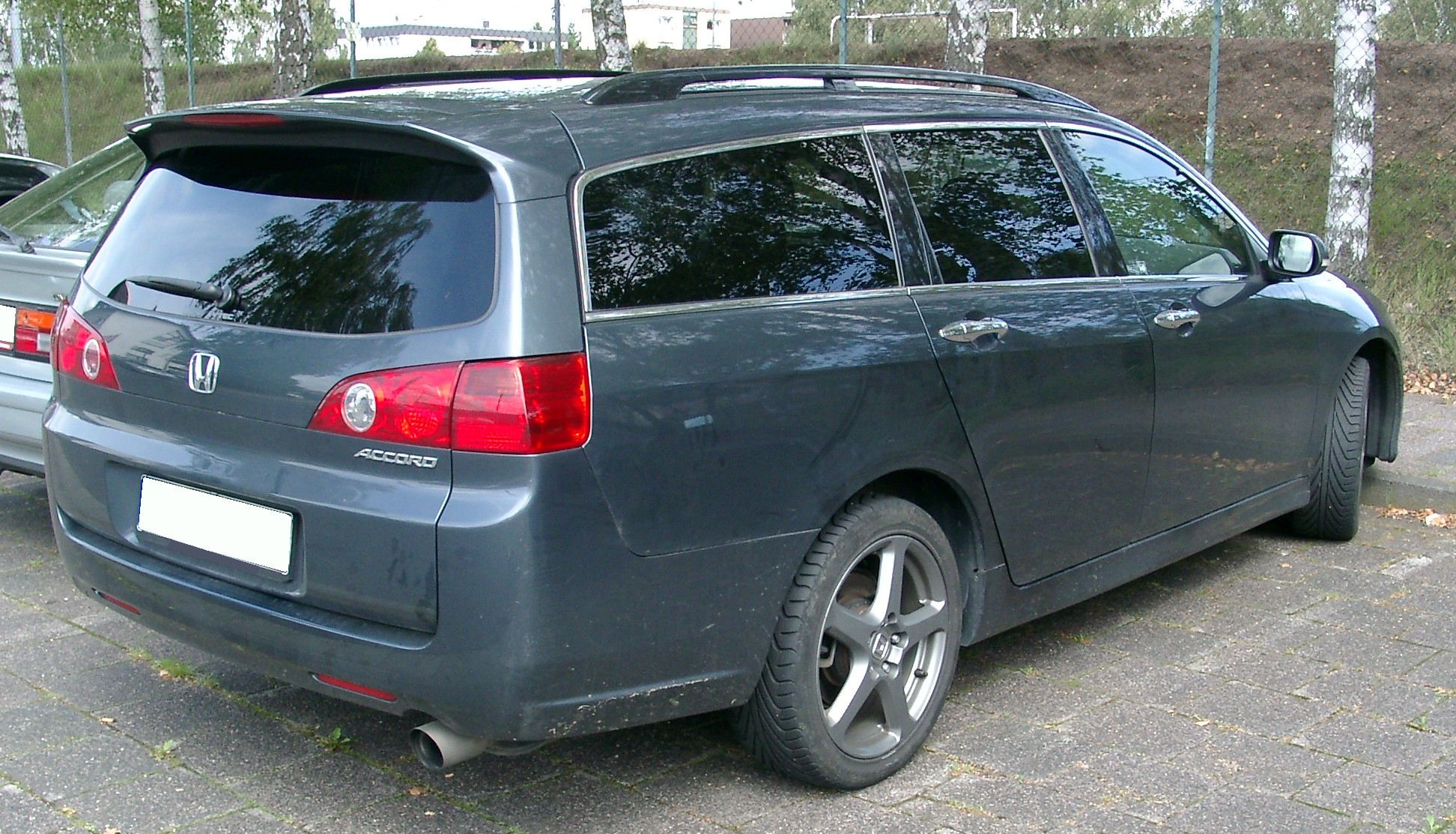
2007 هوندا اكورد واغن

غالبًا ما بنى المصنعون الأوربيون سيارات ستايشن واغن ذات البابين في فترة ما بعد الحرب لفئة كومباك، وليس الطرز رباعية الباب، وهو ما استمر في شركة فورد (من بين شركات أخرى) مع سيارة اكسكورت Mark III على سبيل المثال وحتى الثمانينيات. عادةً، في هذا الوقت، اخترع المصنعون الطرز رباعية الباب. في أوروبا وأستراليا ونيوزلندا، ظلت هذه السيارات مشهورة وفي حجم الإنتاج، ومن ناحية أخرى، كان للشاحنات الصغيرة (معروفة أيضًا في أوروبا باسم MPVs (مركبات متعددة الأغراض) وما يشابهها نفس التأثير. وكما في أمريكا الشمالية، تغيرت سيارات ستايشن واغن الأولي بعد التسويق وكان لها هيكل جديد خاص بها بُني بإطار خشبي، وأحيانًا مع صفائح خشبية وأحيانًا أخرى من الفولاذ. كانت سيارات ستايشن واغن أول من استخدم المقاعد القابلة للطي لتوسيع جزء الركاب أو الحمولة.
في المملكة المتحدة، تُسمى سيارات ستايشن واغن سيارات ستات أو عادةً ستات فقط. المصطلح شوتنج بريكمصطلح لسيارة الصيد الأصلية، وتعارف عليه بشكل مشابه باسم ستايشن واغن وصنعت أيضًا بشكل خاص كسيارة «كوبي» الترفيهية المعدلة مع مؤخرة تشبه سيارة ستات. وتحتفظ بشكل عام ببابين جانبيين. وحتى بداية الستينيات من القرن الماضي، كانت تُبنى العديد منها بإطارات خلفية خشبية هيكلية، مما يجعلها واحدة من سيارات «وودي» الأغلى والأشمل. كانت هناك سيارة ستات أصغر موريس مينور ترايلر ستات مشهورة جدًا والتي كانت نسخة من من الإطارات الخشبية الجانبية للتصميمات الأكبر. معظم السيارات الصغيرة التي تم إنتاجها في المملكة المتحدة من الخمسينيات إلى الثمانينات كان لها إصدارات ستات، بعض منها كان يُستخدم كشاحنات توصيل صغيرة بدون النوافذ الخلفية.
في الخمسينيات من القرن الماضي، أنتجت الشركات البريطانية سيارات روفر آند أوستن 4×4 (لاند روفر وجيبسي على التوالي). وباستثناء مركبات المرافق القياسية المغطاة بقماش القنب، كانت سيارتا 4×4 هاتين متوفرتين في أنماط هياكل سيارة ستات تم بيعها كسيارات ستايشن واغن. تم دمج هذه الهياكل بين المقاعد الأكثر راحة والزخارف عند مقارنتها بالإصدارات القياسية (التي كانت تستهدف بشكل أساسي المشترين الزراعيين والعسكريين) وكانت كلتاهما تتمتعان بخيارات مثل المدافئ، وقد جعلت هذه التغييرات سيارات الستايشن واغن أكثر جاذبية للمشترين الخاصين. كان الاسم غريبًا في المملكة المتحدة، ولكن ربما تم اختياره نظرًا لارتفاع عدد هذه السيارات التي تم تصديرها لأسواق مثل إفريقيا وأستراليا، حيث كان الاسم غير مفهوم. الإعلانات الأولى للنسخة لاند روفر أخذت الاسم حرفيًا، موضحة السيارة تجمع الأشخاص والبضائع من محطات القطار. ما زالت شركة لاند روفر تسمي اختلافات حمل الركاب من طراز «ستايشن واغن» الخاصة بها ديفندر.
في فرنسا، تُسمى كل طرازات ستايشن واغن بريك (لاحظ الفرق في الكتابة عن الإنجليزية shooting brake). سيارات البريك الفرنسية من بيجو (Peugeot) وسيترون (Citroën) بخاصة كانت متوفرة في إصدارات «عائلية» بسبعة أو ثمانية مقاعد لمدة طويلة قبل أن تُعرف سيارات MPVs في أوروبا.
محت سيارة فولكس فاغن بولو تقسيمات النوع عن طريق تقديم سيارة تشبه ستايشن واغن في الشكل (ليست باسم واغن) لأنها الطراز الأساسي في نطاقها في بعض الأسواق في الثمانينيات؛ على الرغم من وجود أشكال سيارة («كوبي (coupé)») السيدان والهاتشابك ثنائية الباب.
لم يقدر المصنعون اليابانيون سيارات ستايشن فاغن بشكل كبير حتى وقت قريب. طوال العديد من السنوات، تم بيع طرز ستايشن واغن المجهزة جيدًا في أسواق التصدير على أنها طرز «شاحنات» نفعية في السوق الرئيسي. وهذا يشرح سبب عدم تحديث سيارات ستايشن وغن لأجيال متتابعة في حياة الطراز في اليابان: على سبيل المثال، إذا كان يمكن للسيارة السيدان أن تكون مدة الطراز أربع سنوات، فمن المتوقع لسيارة الواغن أن تكون ثمانية - في عام 1979 كانت سيارة تيوتا كرولا، (تم بناؤها في عام 1987) وسيارة مازدا كابيلا عام 1987 (تم بناؤها في عام 1996) أمثلة على ذلك. سيارة نيسان آفينير كمثال للطراز الذي بدأ حياته كسيارة نفعية وأصبحت سيارة ركاب مجهزة جيدًا في التسعينيات. لم تعد تويوتا تقدم نماذج واغن من كورولا أو تويوتا كاميري.
في أستراليا نيوزيلاندا، تُعتبر سيارات الستايشن واغن الأكثر شهرة هي طرز فورد فالكون وهولدن كومودور.[بحاجة لمصدر] عادةً ما كانت تُبنى على قاعدة دواليب أطول من نظرائها السيدان، على الرغم من أنها تشترك في غلاف الباب نفسه، مما يؤدي إلى مظهر غير معتاد إلى حد ما مع الباب الخلفي لا يصل إلى إلى قوس العجلة الخلفية. إصدارات الواغن المعينة التابعة لشركة متسوبيشي الأسترالية الخاصة ماجنا وفيرادا للسوق المحلي، على الرغم من أنها لم تعد تقدم سيارة واغن كبيرة. قلت شهرة سيارات الواغن الأصغر، بالمقارنة بأوروبا، على الرغم من أنها أصبحت أكثر شعبيةً على نحو تقليدي في نيوزلندا أكثر من أستراليا. على سبيل المثال، تم تقديم فورد تلستار على أنها سيارة واغن في نيوزلندا، ولكن في أستراليا، على الرغم من بيع سيارة مازدا 626 المشابهة لها ميكانيكيًا في كلا البلدين.

## تطور الباب الخلفي

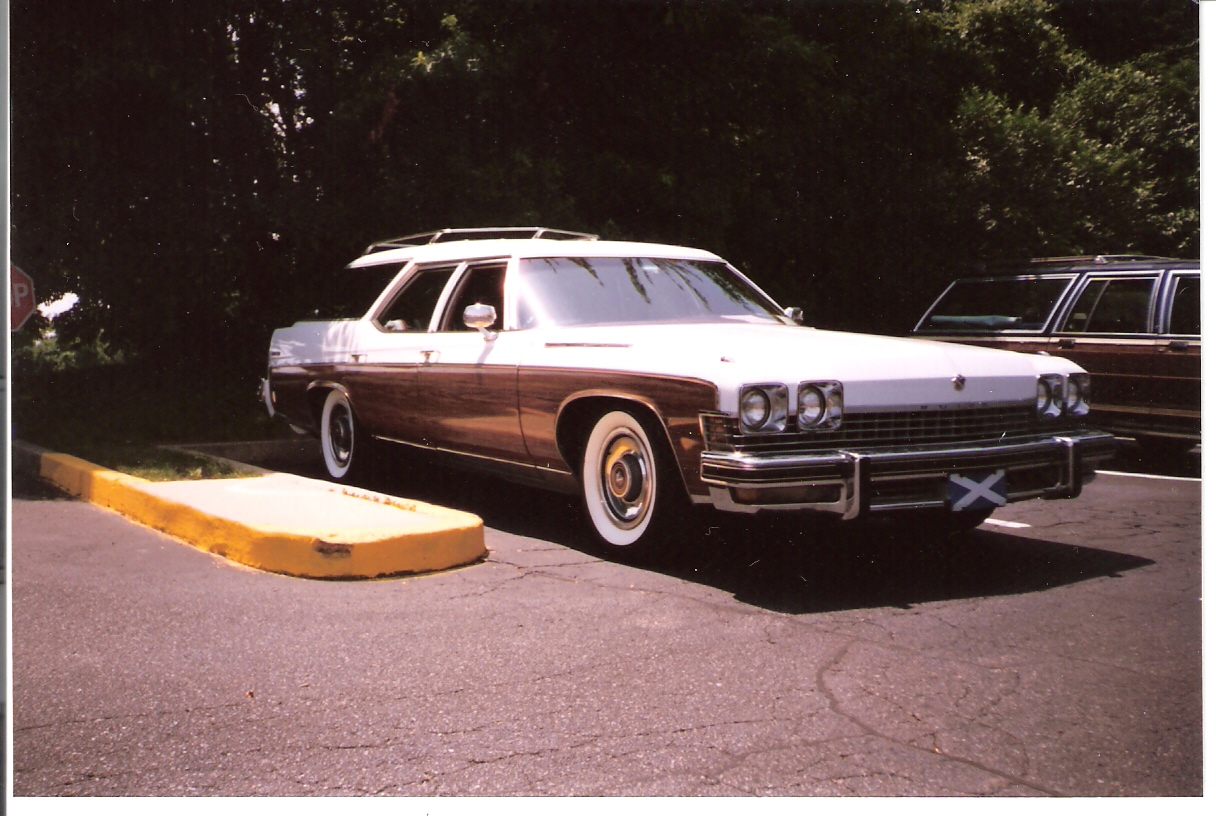
سيارة ستات بويك 1974 بباب خلفي صدفي

تحتوي العديد من سيارات الستايشن واغن الحديثة على باب خلفي يتأرجح للأعلى وبارتفاع كامل مدعوم على ياي الغاز؛ غالبًا حيث يمكن أن تتأرجح النافذة الخلفية بشكل مستقل. تاريخيًا، وظفت سيارات الواغن العديد من التصميمات:
- الباب المقسوم: أحدث طراز مشهور كان نافذة متأرجحة للأعلى مع باب خلفي متأرجح للأسفل. وكان تشغيلهما يتم يدويًا. ويتألف هذا التكوين بصفة عامة من الأصول الأولى لهيكل الواغن المستخدم في العشرينيات وحتى الأربعينيات من القرن الماضي. وظلت قيد الاستخدام في الستينيات في العديد من الطرز المقدمة بواسطة فورد.تم تبني هذا النموذج في سيارات التخييم بعد التسويق لـ الشاحنات المفتوحة من الخلف، التي بها باب خلفي نصفي من الأسفل مثل ميزة OEM.
- النافذة القابلة للسحب: في أوائل الخمسينيات، بدأت الأبواب الخلفية ذات النوافذ الخلفية التي يتم سحبها للأسفل بواسطة ذراع التدوير اليدوي. وكان هذا اختراع آخر تمت رؤيته لأول مرة في سيارات الفاغن رامبلر.[19] وفيما بعد في هذا العقد، تمت إضافة الطاقة الكهربائية لنوافذ الباب الخلفي؛ بحيث يمكن تشغيلها من مقعد السائق بالإضافة إلى فتحة المفتاح في الباب الخلفي. وبحلول الستينيات، كان هذا الترتيب شائعًا في كل من سيارات الواغن كبيرة الحجم والكومباكت.
- المفصل الجانبي: تم تقديم باب بمفصل جانبي يفتح مثل الباب العادي في سيارات الفاغن ثلاثية المقاعد بواسطة اميريكان موتورز لجعل من الأسهل على ركاب الصف الخلفي إدخال وإخراج مقاعدهم المواجهة للخلف. تم استبداله فيما بعد بباب خلفي ثنائي المفصل.
- السقف القابل للسحب: لدى سيارات ستايشن واغن ستودباكر ستودباكر واغنيرقسم في السقف الخلفي قابل للسحب بالإضافة إلى باب خلفي تقليدي يتم طيه. وهذا قد سمح لها بحمل أشياء طويلة لم يكن من المناسب لها حملها بشكل أو بآخر. وقد حالت تسريبات الماء وانثناء الهيكل والضوضاء دون تبني هذا الابتكار بواسطة مصنعين آخرين. تمت إعادة تقديم المفهوم في عام 2003 على سيارة SUV GMC Envoy XUV متوسطة الحجم
- بوابات ثنائية وثلاثية التشغيل: قدمت شركة فورد سيارات واغن كبيرة الحجم لعام 1966 نظامًا تم تسويقه على أنه «البوابة السحرية»؛ وهو باب تقليدي بزجاج خلفي قابل للسحب، حيث يمكن طي الباب الخلفي أو فتحه على محور على مفصل جانبي مع سحب النافذة الخلفية في أي حالة. قام المنافسون بتسويق إصداراتهم أسقط وحرك (Drop and Swing) أو بوابة حركة ثنائية (Dual Action Tailgate).[3] بالنسبة لعام 1969، دمجت شركة فورد تصميمًا يسمح بإبقاء الزجاج الخلفي في الأعلى أو الأسفل أثناء فتح الباب على جانب المفصل؛ تسويق النظام الذي تمت هندسته بواسطة Donald N. Frey (دونالد ن فيري)[27] «كبوابة سحرية ثلاثية الاتجاه». أصبحت التكوينات المشابهة قياسية على سيارات واغن كبير الحجم والمتوسطة من GM وفورد وكرايسلر. أضافت GM ثقبًا في المضخة الخلفية التي تعمل كلوحة خطوة، لملء الفجوة، جزء صغير للمضخة تم إرفاقه ببوابة الباب. عند فتح الباب كباب متأرجح، يتحرك هذا الجزء من المضخة، ليسمح للجزء المنخفض في المضخة لتزويد الخطوة للدخول السهل؛ عند فتح البوابة أو رفعها لموضع مغلق، يظل قسم الكروم في مكانه مما يصنع المضخة «بالكامل».
- الصدفي: تتميز سيارة واغن GM 1971–1976 (بويك وشيفروليه أولدزموبيل وبونتياك) بتصميم «صدفي»، حيث ينزلق الزجاج الخلفي الذي يعمل بالطاقة إلى الأعلى إلى السقف مثل البوابة الخلفية (بشكل يدوي أو بمساعدة الطاقة)، ويتم إسقاطه تحت سقف التحميل. حل الباب الخلفي الذي يعمل بالطاقة محل الباب الخلفي اليدوي، والذي تطلب جهدًا كبيرًا لرفعه من المخازن. وبالتالي، تحولت GM إلى طراز باب البوابة لسيارات الواغن من الحجم الكبير.
- الباب الخلفي: باب خلفي بسيط وقطعة واحدة على السيارات الواغن الأصغر. آخر جيل من سيارات واغن GM كبيرة الحجم تم إرجاعه إلى النافذة الخلفية المرفوعة لأعلى التي تم استخدامها في الأربعينيات.
- النافذة المتأرجحة لأعلى: باب خلفي كامل الاتساع والارتفاع يرتفع لأعلى، حيث يمكن فتح النافذة الموجودة على الباب الخلفي بشكل مستقل من الباب الأمامي نفسه. كما يتم فتح النافذة للأعلى ويتم احتجازه على عمود الغاز. تتميز سيارة ستات رينالت لاجوانا II بهذا الترتيب.
- لوحة الأرقام المطوية لأعلى: لدى سيارات الواغن (التي تشمل فولفو أمازون واغن والطرز الأولى من رانج روفر) لوحة مفصلية تُطوى لأعلى مرفقة بالباب السفلي من الباب الخلفي المقسوم. عند طي الباب الخلفي لأسفل، تتعلق اللوحة وتبقى قابلة للقراءة.

## معدات الأمان
تتناسب بعض سيارات الستايشن واغن مع المقاعد الإضافية المواجهة للأمام والخلف، بالإضافة إلى مسامير الأمان لتمكين الركاب من حملهم بشكل آمن في منطقة الحمولة.
حدود الحمولة قد يتم استخدامه لمنع الحمولة غير المؤمنة من التسبب في إصابات في حالة تخفيف السرعة المفاجئة أو التصادم أو الانقلاب.